# Zenith Data Systems Z-160 PC
Zenith Data Systems Z-160 PC (Z-160 PC) је био преносиви рачунар фирме Zenith Data Systems који је почео да се производи у САД од 1984. године.
Користио је Intel 8088 као микропроцесор. RAM меморија рачунара је имала капацитет од 128 KB (прошириво до 640 KB). 
Као оперативни систем кориштен је CP-M, MS-DOS, Z-DOS, PC-Dos..

## Детаљни подаци
Детаљнији подаци о рачунару Z-160 PC су дати у табели испод.
|                       |                                                                             |
| [ 1 ]                 |                                                                             |
| Произвођач            |                                                                             |
| Тип                   | преносиви рачунар                                                           |
| Меморија              | 128 (прошириво до 640 KB)                                                   |
| Поријекло             | Сједињене Америчке Државе                                                   |
| Година                | 1984                                                                        |
| Тастатура             | тастатура, 84 тастера, 10 функцијских тастера.                              |
| Процесор              | 8088                                                                        |
| Фреквенција процесора | 4.78 ?                                                                      |
| RAM                   | 128 (прошириво до 640 KB)                                                   |
| ROM                   | непознато                                                                   |
| Текст                 | 80 x 25 / уграђени екран са наранџастим приказом (23 cm)                    |
| Графика               | 320 x 200 (CGA)                                                             |
| Боја                  | ца (колор видео картица је укључена, али уграђени монитор је монохроматски) |
| Звук                  | мали звучник                                                                |
| Димензије             | приближно 24 (ширина) x 10 (висина) x 28 (дубина) / 33 фунте                |
| Портови               |                                                                             |
| Оперативни систем     |                                                                             |